# Championnat du Nigeria de football 2012
Navigation
Saison précédente Saison suivante
La saison 2012 du Championnat du Nigeria de football est la vingt-et-deuxième édition de la première division professionnelle au Nigeria, la Premier League. Vingt clubs prennent part au championnat qui prend la forme d'une poule unique où toutes les équipes se rencontrent deux fois au cours de la saison, à domicile et à l'extérieur. À la fin de la saison, les quatre derniers sont relégués et remplacés par les quatre meilleurs clubs de Division One, la deuxième division nigériane. 
Cette édition a connu plusieurs événements perturbants. Prévue initialement pour servir de transition entre la saison 2010-2011, achevée en novembre 2011 et la saison 2012-2013 qui devait démarrer durant l'été 2013, elle devait être d'une durée de six mois et voir les équipes engagées ne s'affronter qu'une fois. Finalement, pour des raisons sportives et financières, la saison ne démarre qu'en janvier 2012 et s'achève en septembre, tout en conservant le système des matchs aller-retour. Tous ces bouleversements entraînent la fédération à organiser le championnat en suivant le calendrier de l'année civile (de mars à septembre) à compter de l'édition suivante, en 2013.
C'est le club de Kano Pillars qui remporte la compétition après avoir terminé en tête du classement final, avec trois points d'avance sur Enugu Rangers et quatre sur Lobi Stars FC. Il s'agit du deuxième titre de champion du Nigeria de l'histoire du club, après celui obtenu en 2008.
À noter l'exclusion à quelques jours de la fin de la saison du club d'Ocean Boys FC, qui déclare forfait lors de quatre rencontres consécutives alors que sa descente en deuxième division est inéluctable. Les résultats des rencontres du club sont annulés au classement.

## Qualifications continentales
Les deux premiers du classement se qualifient pour la prochaine Ligue des champions tandis que le club classé 3e et le vainqueur de la Coupe du Nigeria obtiennent leur place pour la Coupe de la confédération.

## Les clubs participants
| - Dolphin FC - Sunshine Stars FC - Shooting Stars FC - Enyimba FC - Sharks FC - Enugu Rangers - Gombe United FC - Kaduna United FC - Kano Pillars - Sharks FC | - Jigawa Golden Stars FC - Promu de Division One - Heartland FC - Akwa United FC - Promu de Division One - Bukola Babes - Warri Wolves FC - Rising Stars FC - Promu de Division One - Lobi Stars FC - Wikki Tourists FC - Promu de Division One - Niger Tornadoes - Ocean Boys FC |

## Compétition
Le barème de points servant à établir le classement se décompose ainsi :
- Victoire : 3 points
- Match nul : 1 point
- Défaite : 0 point

### Classement
| Rang | Équipe                 | Pts | J  | G  | N  | P  | Bp | Bc | Diff |
| ---- | ---------------------- | --- | -- | -- | -- | -- | -- | -- | ---- |
| 1    | Kano Pillars           | 61  | 36 | 17 | 10 | 9  | 46 | 26 | +20  |
| 2    | Enugu Rangers          | 58  | 36 | 17 | 7  | 12 | 45 | 27 | +18  |
| 3    | Lobi Stars FC          | 57  | 36 | 18 | 3  | 15 | 38 | 30 | +8   |
| 4    | Enyimba FC             | 54  | 36 | 16 | 6  | 14 | 38 | 30 | +8   |
| 5    | Sunshine Stars FC      | 52  | 36 | 15 | 7  | 14 | 41 | 35 | +6   |
| 6    | Kwara United           | 52  | 36 | 16 | 4  | 16 | 35 | 36 | -1   |
| 7    | Sharks FC              | 52  | 36 | 16 | 4  | 16 | 43 | 46 | -3   |
| 8    | Heartland FCC          | 51  | 36 | 14 | 9  | 13 | 32 | 30 | +2   |
| 9    | Gombe United FC        | 51  | 36 | 15 | 6  | 15 | 40 | 45 | -5   |
| 10   | Wikki Tourists FC      | 51  | 36 | 16 | 3  | 17 | 33 | 46 | -13  |
| 11   | Dolphin FCT            | 50  | 36 | 15 | 5  | 16 | 37 | 39 | -2   |
| 12   | Akwa United FC         | 50  | 36 | 15 | 5  | 16 | 27 | 31 | -4   |
| 13   | Shooting Stars FC      | 49  | 36 | 14 | 7  | 15 | 31 | 34 | -3   |
| 14   | Kaduna United          | 49  | 36 | 15 | 4  | 17 | 37 | 42 | -5   |
| 15   | Warri Wolves FC        | 48  | 36 | 13 | 9  | 14 | 32 | 29 | +3   |
| 16   | ABS FC                 | 48  | 36 | 14 | 6  | 16 | 42 | 40 | +2   |
| 17   | Niger Tornadoes FC     | 48  | 36 | 14 | 6  | 16 | 38 | 42 | -4   |
| 18   | Jigawa Golden Stars FC | 48  | 36 | 14 | 6  | 16 | 29 | 42 | -13  |
| 19   | Rising Stars FC        | 39  | 36 | 10 | 9  | 17 | 23 | 37 | -14  |
| 20   | Ocean Boys FC exclu    |     |    |    |    |    |    |    |      |

|  | Qualification pour la Ligue des champions de la CAF 2013                           |
|  | Qualification pour la Coupe de la confédération 2013                               |
|  | Relégation en Division One                                                         |
|  | T : Tenant du titre C : Vainqueur de la Coupe du Nigeria P : Promu de Division One |

## Bilan de la saison
| Championnat du Nigeria de football 2012 |                         |
| Champion                                | Kano Pillars (2e titre) |
| Coupes et trophées                      |                         |
| Vainqueur de la Coupe du Nigeria 2012   | Heartland FC            |
| Qualifications continentales            |                         |
| Ligue des champions de la CAF 2013      | Kano Pillars            |
| Ligue des champions de la CAF 2013      | Enugu Rangers           |
| Coupe de la confédération 2013          | Lobi Stars FC           |
| Coupe de la confédération 2013          | Heartland FC            |
| Promotions et relégations               |                         |
| Promus en Premier League                | Nembe City FC           |
| Promus en Premier League                | Bayelsa United FC       |
| Promus en Premier League                | El-Kanemi Warriors      |
| Promus en Premier League                | Nassarawa United FC     |
| Relégués en Division One                | Niger Tornadoes FC      |
| Relégués en Division One                | Jigawa Golden Stars FC  |
| Relégués en Division One                | Rising Stars FC         |
| Relégués en Division One                | Ocean Boys FC           |